# Aeronautica Lombarda AL-3
Aeronautica Lombarda AL-3 – włoski szybowiec sportowy z okresu międzywojennego.

## Historia
W związku z przygotowaniami do igrzysk olimpijskich w 1940 roku i planowanymi w ich ramach zawodami szybowcowymi, ogłoszono konkurs na budowę standardowego szybowca o rozpiętości 15 m, który miał być szybowcem na którym mieli wystartować zawodnicy.
Do konkursu tego przystąpiło szereg wytwórni z kilku krajów. Taki też szybowiec opracowano we włoskiej wytwórni Aeronautica Lombarda a jego konstruktorem był Camila Silva. Prototyp szybowca został zbudowany w 1939 roku i wziął udział w konkursie na szybowiec olimpijski w Sezze we Włoszech. Szybowiec ten jednak nie został znalazł uznania komisji konkursowej w związku z tym nie podjęto jego produkcji. Konkurs wygrał niemiecki szybowiec DFS Olympia Meise.

## Użycie w lotnictwie
Prototyp szybowca AL-3 wziął udział tylko w konkursie na szybowiec olimpijski w lutym 1939 roku.

## Opis techniczny
Szybowiec AL-3 był górnopłatem o konstrukcji drewnianej, kryty sklejką i płótnem. Kabiny zakryta, jednoosobowa. Podwozie płoza podkadłubowa i ogonowa.